# Скородинцы (Брестская область)
Скоро́динцы (бел. Скародзінцы) — деревня в Барановичском районе Брестской области. Входит в состав Полонковского сельсовета. Население — 15 человек (2019).

## География
Деревня находится в 29 км (38 км по автодорогам) к северо-западу от центра Барановичей и в 13,5 км (17 км по автодорогам) к северо-северо-западу от центра сельсовета, деревни Полонка. Невдалеке проходит граница с Дятловским районом Гродненской области, также деревня граничит с северо-запада с агрогородком Перховичи. Есть кладбище.

## История
В 1905 году — деревня Люшневской волости Слонимского уезда Гродненской губернии. На карте 1910 года указана под названием Скородницы.
Согласно Рижскому мирному договору (1921) деревня вошла в состав межвоенной Польши, где принадлежала гмине Молчадь Слонимского повета Новогрудского воеводства. В 1921 году в деревне было 9 дворов.
С 1939 года в составе БССР, в 1940–57 годах — в Новомышском районе Барановичской, с 1954 года Брестской области. Затем район переименован в Барановичский. С конца июня 1941 года до июля 1944 года деревня оккупирована немецко-фашистскими войсками.
В 1985 году деревня была передана из упразднённого Перховичского сельсовета в Полонковский.

## Население
На 1 июня 2021 года насчитывалось 10 жителей в 8 хозяйствах, из них 2 младше трудоспособного возраста, 4 — в трудоспособном возрасте и 4 старше трудоспособного возраста.
| Численность населения (по переписи) | Численность населения (по переписи) | Численность населения (по переписи) | Численность населения (по переписи) | Численность населения (по переписи) | Численность населения (по переписи) |
| 1921                                | 1959                                | 1970                                | 1999                                | 2009                                | 2019                                |
| ----------------------------------- | ----------------------------------- | ----------------------------------- | ----------------------------------- | ----------------------------------- | ----------------------------------- |
| 48                                  | ↗156                                | ↘122                                | ↘40                                 | ↘27                                 | ↘15                                 |